# Liga das Nações da CONCACAF A de 2022–23
A Liga das Nações da CONCACAF A de 2022–23 foi a primeira divisão da edição 2022–23 da Liga das Nações da CONCACAF, a segunda temporada da competição de futebol que envolve as 41 seleções nacionais masculinas de futebol da CONCACAF. A fase de grupos foi disputada entre 2 de junho de 2022 até 28 de março de 2023, e a fase final foi disputada em junho de 2023.

## Formato
A Liga A é composta por doze seleções. O campeonato foi dividido em quatro grupos de três equipes. Os quatro vencedores dos grupos se classificaram para a fase final.

### Mudanças de equipe
A seguir estão as mudanças de equipe da Liga A da temporada 2019–20:
| Promovidos da Liga das Nações da CONCACAF B de 2019–20 |
| ------------------------------------------------------ |
| - El Salvador - Granada - Jamaica - Suriname           |

| Rebaixados para Liga das Nações da CONCACAF B de 2022–23 |
| -------------------------------------------------------- |
| - Bermudas - Cuba - Haiti - Trinidad e Tobago            |

### Chaveamento
O sorteio para a fase de grupos foi realizado em 4 de abril de 2022 em Miami, Estados Unidos. Cada um dos sorteios da Liga começou selecionando aleatoriamente uma seleção do Pote 1 e colocando-o no Grupo A de sua respectiva liga. Os sorteios continuaram selecionando as equipes restantes do Pote 1 e posicionando-as nos Grupos B, C e D em ordem sequencial. O mesmo procedimento foi feito para os demais potes. As equipes foram distribuídas nos potes usando o Ranking da CONCACAF.
| Seleção        | Pts   | Pos |
| -------------- | ----- | --- |
| México         | 2.020 | 1   |
| Estados Unidos | 1.917 | 2   |
| Canadá         | 1.821 | 3   |
| Costa Rica     | 1.805 | 4   |

| Seleção     | Pts   | Pos |
| ----------- | ----- | --- |
| Panamá      | 1.624 | 5   |
| Jamaica     | 1.471 | 6   |
| El Salvador | 1.390 | 9   |
| Honduras    | 1.350 | 10  |

| Seleção   | Pts   | Pos |
| --------- | ----- | --- |
| Martinica | 1.252 | 11  |
| Curaçau   | 1.249 | 12  |
| Suriname  | 1.089 | 15  |
| Granada   | 834   | 25  |

## Grupos
A lista de jogos foi confirmada pela CONCACAF em 6 de abril de 2022.
Todos os horários das partidas seguem o fuso horário local.

### Grupo A
| Pos | Equipe   | Pts | J | V | E | D | GP | GC | SG | Classificação ou descenso                                         |  | México | Jamaica | Suriname |
| --- | -------- | --- | - | - | - | - | -- | -- | -- | ----------------------------------------------------------------- |  | ------ | ------- | -------- |
| 1   | México   | 8   | 4 | 2 | 2 | 0 | 8  | 3  | +5 | Classificação para a fase final e à Copa Ouro da CONCACAF de 2023 |  | —      | 2–2     | 3–0      |
| 2   | Jamaica  | 6   | 4 | 1 | 3 | 0 | 7  | 5  | +2 | Classificação para Copa Ouro da CONCACAF de 2023                  |  | 1–1    | —       | 3–1      |
| 3   | Suriname | 1   | 4 | 0 | 1 | 3 | 2  | 9  | −7 | Avança para eliminatórias da Copa Ouro da CONCACAF de 2023        |  | 0–2    | 1–1     | —        |

| 4 de junho de 2022 | Suriname          | 1 – 1     | Jamaica       | Dr. Ir. Franklin Essed Stadion, Paramaribo |
| 20:00 (UTC−3)      | Knight 84' (g.c.) | Relatório | Flemmings 39' | Árbitro: HON Selvin Brown                  |

| 7 de junho de 2023 | Jamaica                                    | 3 – 1     | Suriname      | Independence Park, Kingston |
| 20:00 (UTC−5)      | Morrison 16' · Flemmings 43' · J. Lowe 70' | Relatório | Wildschut 21' | Árbitro: CRC Keylor Herrera |

| 11 de junho de 2022 | México                                      | 3 – 0     | Suriname | Estádio Corona, Torreón  |
| 21:00 (UTC−5)       | Reyes 4' · Martín 40' (pen) · Sánchez 90+4' | Relatório |          | Árbitro: SLV Iván Barton |

| 14 de junho de 2022 | Jamaica   | 1 – 1     | México     | Independence Park, Kingston |
| 19:00 (UTC−5)       | Bailey 4' | Relatório | Romo 45+3' | Árbitro: GUA Bryan López    |

| 23 de março de 2023 | Suriname | 0 – 2     | México                             | Dr. Ir. Franklin Essed Stadion, Paramaribo |
| 21:00 (UTC−3)       |          | Relatório | Vásquez 64' · Dankerlui 82' (g.c.) | Árbitro: HON Saíd Martínez                 |

| 26 de março de 2023 | México                          | 2 – 2     | Jamaica                                | Estádio Azteca, Cidade do México |
| 18:00 (UTC−6)       | Pineda 17' · Lozano 45+2' (pen) | Relatório | Decordova-Reid 8' · Álvarez 33' (g.c.) | Árbitro: USA Ismail Elfath       |

### Grupo B
| Pos | Equipe     | Pts | J | V | E | D | GP | GC | SG | Classificação ou descenso                                         |  | Panamá | Costa Rica |     |
| --- | ---------- | --- | - | - | - | - | -- | -- | -- | ----------------------------------------------------------------- |  | ------ | ---------- | --- |
| 1   | Panamá     | 10  | 4 | 3 | 1 | 0 | 8  | 0  | +8 | Classificação para a fase final e à Copa Ouro da CONCACAF de 2023 |  | —      | 2–0        | 5–0 |
| 2   | Costa Rica | 6   | 4 | 2 | 0 | 2 | 4  | 4  | 0  | Classificação para Copa Ouro da CONCACAF de 2023                  |  | 0–1    | —          | 2–0 |
| 3   | Martinica  | 1   | 4 | 0 | 1 | 3 | 1  | 9  | −8 | Avança para eliminatórias da Copa Ouro da CONCACAF de 2023        |  | 0–0    | 1–2        | —   |

| 2 de junho de 2022 | Panamá                  | 2 – 0     | Costa Rica | Estádio Rommel Fernández, Cidade do Panamá |
| 18:30 (UTC−5)      | Díaz 52' · Waterman 76' | Relatório |            | Árbitro: MEX Fernando Hernández            |

| 5 de junho de 2022 | Costa Rica               | 2 – 0     | Martinica | Estádio Nacional, San José |
| 11:00 (UTC−6)      | Campbell 28' · Calvo 88' | Relatório |           | Árbitro: GUA Walter López  |

| 9 de junho de 2022 | Panamá                                                            | 5 – 0     | Martinica | Estádio Rommel Fernández, Cidade do Panamá |
| 19:00 (UTC−5)      | Torres 6' · Vitulin 15' (pen) · Escobar 56' · Bárcenas 85', 90+3' | Relatório |           | Árbitro: SLV Ismael Cornejo                |

| 12 de junho de 2022 | Martinica | 0 – 0     | Panamá | Stade Pierre-Aliker, Forte da França |
| 18:00 (UTC−4)       |           | Relatório |        | Árbitro: MEX Fernando Guerrero       |

| 25 de março de 2023 | Martinica | 1 – 2     | Costa Rica                   | Stade Pierre-Aliker, Forte da França |
| 19:00 (UTC−4)       | Biron 18' | Relatório | Suárez 88' · Contreras 90+2' | Árbitro: CAN Drew Fischer            |

| 28 de março de 2023 | Costa Rica | 0 – 1     | Panamá      | Estádio Nacional, San José      |
| 20:00 (UTC−6)       |            | Relatório | Fajardo 77' | Árbitro: MEX César Arturo Ramos |

### Grupo C
| Pos | Equipe   | Pts | J | V | E | D | GP | GC | SG | Classificação ou descenso                                         |  | Canadá | Honduras | Curaçau |
| --- | -------- | --- | - | - | - | - | -- | -- | -- | ----------------------------------------------------------------- |  | ------ | -------- | ------- |
| 1   | Canadá   | 9   | 4 | 3 | 0 | 1 | 11 | 3  | +8 | Classificação para a fase final e à Copa Ouro da CONCACAF de 2023 |  | —      | 4–1      | 4–0     |
| 2   | Honduras | 6   | 4 | 2 | 0 | 2 | 5  | 7  | −2 | Classificação para Copa Ouro da CONCACAF de 2023                  |  | 2–1    | —        | 1–2     |
| 3   | Curaçau  | 3   | 4 | 1 | 0 | 3 | 2  | 8  | −6 | Avança para eliminatórias da Copa Ouro da CONCACAF de 2023        |  | 1–2    | 0–1      | —       |

| 3 de junho de 2022 | Curaçau | 0 – 1     | Honduras  | Estádio Ergilio Hato, Willemstad |
| 20:00 (UTC−4)      |         | Relatório | Pinto 23' | Árbitro: JAM Daneon Parchment    |

| 6 de junho de 2022 | Honduras     | 1 – 2     | Curaçau                          | Estádio Olímpico Metropolitano, San Pedro Sula |
| 20:00 (UTC−6)      | Quioto 90+4' | Relatório | L. Bacuna 34' · van den Hurk 82' | Árbitro: CRC Juan Gabriel Calderón             |

| 9 de junho de 2022 | Canadá                                              | 4 – 0     | Curaçau | BC Place, Vancouver       |
| 19:30 (UTC−7)      | Davies 27' (pen), 71' · Vitória 42' · Cavallini 85' | Relatório |         | Árbitro: USA Nima Saghafi |

| 13 de junho de 2022 | Honduras                | 2 – 1     | Canadá    | Estádio Olímpico Metropolitano, San Pedro Sula |
| 20:00 (UTC−6)       | López 13' · Arriaga 78' | Relatório | David 86' | Árbitro: GUA Mario Escobar                     |

| 25 de março de 2023 | Curaçau | 0 – 2     | Canadá                | Estádio Ergilio Hato, Willemstad   |
| 21:00 (UTC−4)       |         | Relatório | David 23' · Larin 43' | Árbitro: CRC Juan Gabriel Calderón |

| 28 de março de 2023 | Canadá                                 | 4 – 1     | Honduras     | BMO Field, Toronto       |
| 20:00 (UTC−4)       | Larin 9', 12' · David 50' · Osorio 87' | Relatório | Benguché 73' | Árbitro: SLV Iván Barton |

### Grupo D
| Pos | Equipe         | Pts | J | V | E | D | GP | GC | SG  | Classificação ou descenso                                         |  | Estados Unidos | El Salvador | Granada |
| --- | -------------- | --- | - | - | - | - | -- | -- | --- | ----------------------------------------------------------------- |  | -------------- | ----------- | ------- |
| 1   | Estados Unidos | 10  | 4 | 3 | 1 | 0 | 14 | 2  | +12 | Classificação para a fase final e à Copa Ouro da CONCACAF de 2023 |  | —              | 1–0         | 5–0     |
| 2   | El Salvador    | 5   | 4 | 1 | 2 | 1 | 6  | 5  | +1  | Classificação para Copa Ouro da CONCACAF de 2023                  |  | 1–1            | —           | 3–1     |
| 3   | Granada        | 1   | 4 | 0 | 1 | 3 | 4  | 17 | −13 | Avança para eliminatórias da Copa Ouro da CONCACAF de 2023        |  | 1–7            | 2–2         | —       |

| 4 de junho de 2022 | El Salvador                           | 3 – 1     | Granada    | Estádio Cuscatlán, San Salvador |
| 20:00 (UTC−6)      | Bonilla 2', 43' · Paterson 55' (g.c.) | Relatório | McQueen 4' | Árbitro: MEX Enrique Santander  |

| 7 de junho de 2022 | Granada                             | 2 – 2     | El Salvador               | Estádio de Atletismo Kirani James, Saint George's |
| 19:00 (UTC−4)      | Berkeley-Agyepong 29' · Charles 54' | Relatório | Larín 35' (pen) · Gil 88' | Árbitro: PUR José Torres                          |

| 10 de junho de 2022 | Estados Unidos                            | 5 – 0     | Granada | Q2 Stadium, Austin         |
| 21:00 (UTC−5)       | Ferreira 43', 54', 56', 78' · Arriola 62' | Relatório |         | Árbitro: HON Said Martínez |

| 14 de junho de 2022 | El Salvador | 1 – 1     | Estados Unidos | Estádio Cuscatlán, San Salvador |
| 20:00 (UTC−6)       | Larín 36'   | Relatório | Morris 90+2'   | Árbitro: MEX César Arturo Ramos |

| 24 de março de 2023 | Granada       | 1 – 7     | Estados Unidos                                                               | Estádio de Atletismo Kirani James, Saint George's |
| 20:00 (UTC−4)       | Hippolyte 32' | Relatório | Pepi 5', 53' · Aaronson 20' · McKennie 31', 34' · Pulisic 49' · Zendejas 73' | Árbitro: JAM Daneon Parchment                     |

| 27 de março de 2023 | Estados Unidos | 1 – 0     | El Salvador | Exploria Stadium, Orlando  |
| 19:30 (UTC−4)       | Pepi 62'       | Relatório |             | Árbitro: GUA Mario Escobar |

## Finais
As quatro seleções foram classificadas com base em seus resultados na fase de grupos para determinar as partidas das semifinais. O primeiro colocado no geral joga com o quarto e o segundo joga com o terceiro. Todas as partidas serão disputadas no Allegiant Stadium em Paradise, Estados Unidos.

### Chaveamento
|  | Semifinais             | Semifinais     |                             |   | Final | Final |
|  |                        |                |                             |   |       |       |
|  | 15 de junho – Paradise |                |                             |   |       |       |
|  |                        |                |                             |   |       |       |
|  | Panamá                 | 0              |                             |   |       |       |
|  | Panamá                 | 0              | 18 de Junho – Paradise      |   |       |       |
|  | Canadá                 | 2              |                             |   |       |       |
|  | Canadá                 | 2              | Canadá                      | 0 |       |       |
|  | 15 de Junho – Paradise |                | Canadá                      | 0 |       |       |
|  |                        | Estados Unidos | 2                           |   |       |       |
|  | Estados Unidos         | Estados Unidos | 2                           | 3 |       |       |
|  | Estados Unidos         |                |                             | 3 |       |       |
|  | México                 | 0              |                             |   |       |       |
|  | México                 | 0              | Disputa pelo terceiro lugar |   |       |       |
|  |                        |                |                             |   |       |       |
|  | 18 de Junho – Paradise |                |                             |   |       |       |
|  |                        |                |                             |   |       |       |
|  | Panamá                 | 0              |                             |   |       |       |
|  | Panamá                 | 0              |                             |   |       |       |
|  | México                 | 1              |                             |   |       |       |

### Semifinais
| 15 de junho de 2023 | Panamá | 0 – 2     | Canadá                 | Allegiant Stadium, Paradise        |
| 16:00 (UTC−7)       |        | Relatório | David 25' · Davies 70' | Árbitro: CRC Juan Gabriel Calderón |

| 15 de junho de 2023 | Estados Unidos              | 3 – 0     | México | Allegiant Stadium, Paradise |
| 19:00 (UTC−7)       | Pulisic 37', 46' · Pepi 79' | Relatório |        | Árbitro: SLV Iván Barton    |

### Disputa pelo terceiro lugar
| 18 de junho de 2023 | Panamá | 0 – 1     | México      | Allegiant Stadium, Paradise   |
| 15:00 (UTC−7)       |        | Relatório | Gallardo 4' | Árbitro: JAM Daneon Parchment |

### Final
| 18 de junho de 2023 | Canadá | 0 – 2     | Estados Unidos             | Allegiant Stadium, Paradise |
| 17:30 (UTC−7)       |        | Relatório | Richards 12' · Balogun 34' | Árbitro: HON Said Martínez  |